# 598
| [ Edytuj tabelę ]          |                             |
| Cesarz Bizancjum           | - 582 Maurycjusz 602        |
| Cesarz Chin                | - 581 Sui Wendi 604         |
| Król Essexu                | - 587 Sledda 604            |
| Król Franków               | - 584 Chlotar II 629        |
| Król Franków w Austrazji   | - 595 Teudebert II 612      |
| Cesarz Japonii             | - 592 Suiko 628             |
| Król Kentu                 | - 560 Ethelbert I 616       |
| Patriarcha Konstantynopola | - 596 Cyriak II 606         |
| Władca Korei               | - 590 Yŏngyang 618          |
| Król Longobardów           | - 590 Agilulf 616           |
| Papież                     | - 590 Grzegorz I 604        |
| Król Persji                | - 590 Chosrow II Parwiz 628 |
| Król Wizygotów             | - 586 Rekkared I 601        |

Rok 598 / DXCVIII
stulecia: V wiek ~
VI wiek ~
VII wiek

lata: 588 «
593 «
594 «
595 «
596 «
597 «
598
» 599
» 600
» 601
» 602
» 603
» 608

## Wydarzenia
Europa
- Królestwo Kentu przyjęło chrześcijaństwo. (Szkolny atlas historyczny, Warszawa: Demart, 2017, s. 15.)
- Za zgodą króla Ethelberta rozpoczęła się budowa katedry w Canterbury.
- Traktat bizantyjsko-awarski o ustanowieniu wspólnych granic.

Azja
- Budowa klasztoru Guoqing si.

## Urodzili się
- Brahmagupta, indyjski astronom i matematyk, który wprowadził pojęcie zera i liczb ujemnych (zm. 670).